# Melba (Idaho)
Melba és una població dels Estats Units a l'estat d'Idaho. Segons el cens del 2000 tenia 439 habitants.

## Demografia
Segons el cens del 2000, Melba tenia 439 habitants, 156 habitatges, i 105 famílies. La densitat de població era de 565 habitants/km².
Dels 156 habitatges en un 38,5% hi vivien nens de menys de 18 anys, en un 52,6% hi vivien parelles casades, en un 7,7% dones solteres, i en un 32,1% no eren unitats familiars. En el 27,6% dels habitatges hi vivien persones soles el 14,7% de les quals corresponia a persones de 65 anys o més que vivien soles. El nombre mitjà de persones vivint en cada habitatge era de 2,81 i el nombre mitjà de persones que vivien en cada família era de 3,37.
Per edats la població es repartia de la següent manera: un 32,8% tenia menys de 18 anys, un 10,5% entre 18 i 24, un 28,9% entre 25 i 44, un 15,7% de 45 a 60 i un 12,1% 65 anys o més.
L'edat mediana era de 30 anys. Per cada 100 dones de 18 o més anys hi havia 113,8 homes.
La renda mediana per habitatge era de 31.429 $ i la renda mediana per família de 40.000 $. Els homes tenien una renda mediana de 25.096 $ mentre que les dones 20.750 $. La renda per capita de la població era de 12.928 $. Aproximadament el 9,6% de les famílies i el 13,8% de la població estaven per davall del llindar de pobresa.

## Poblacions més properes
El següent diagrama mostra les poblacions més properes.